# Лірика (альбом)
Лірика — одинадцятий студійний альбом української співачки Тіни Кароль, випущений 19 вересня 2024 року. Платівка є п'ятнадцятою в дискографії співачки та третьою повністю україномовною.

## Опис
Альбом «Лірика» вийшов 19 вересня 2024 року, платівка включає 8 нових композицій, які уособлюють емансипацію та експресію. У нових піснях співачка поєднує меланхолійний настрій із рішучістю сильної жінки. 
Емоційний і потужний вокал співачки створює неймовірну атмосферу. Композиції звучать епічно, життєствердне та запалюють своєю енергією, складні вокальні партії переплітаються з танцювальними ритмами.
"Моє серце б'ється у новому ритмі, і ця музика сповнена сексуальності та емоційної сили. Цей альбом - це магія почуттів, перетворених на музику. Жінка багатогранна, і саме це я хотіла передати у "Ліриці". Це про свободу емоцій та силу змін, які вона несе, а музика – це джерело нашої впевненості, – поділилася Тіна Кароль.
"Лірика" — вже друга платівка співачки у 2024 році.

## Список композицій
| Цифрове завантаження, стримінг | Цифрове завантаження, стримінг | Цифрове завантаження, стримінг                      | Цифрове завантаження, стримінг                      | Цифрове завантаження, стримінг |
| #                              | Назва                          | Автор слів                                          | Автор музики                                        | Тривалість                     |
| ------------------------------ | ------------------------------ | --------------------------------------------------- | --------------------------------------------------- | ------------------------------ |
| 1.                             | «Адреналін»                    | Тіна Кароль                                         | Тіна Кароль                                         | 2:26                           |
| 2.                             | «Відчиняю»                     | Тіна Кароль, Денис Прохорчук                        | Тіна Кароль                                         | 3:20                           |
| 3.                             | «Що ти наробила»               | Марія Довгаюк                                       | Марія Довгаюк                                       | 2:51                           |
| 4.                             | «Нічка»                        | Ангеліна Буковська, Михайло Хонякін                 | Віталій Телезін                                     | 3:39                           |
| 5.                             | «Дзвони» (спільно з SHUMEI)    | Олег Шумей, Андрій Дрововоз, Марія Кіпень           | Олег Шумей, Джеральд Естрада                        | 3:23                           |
| 6.                             | «Попелюшка»                    | Данило Городецький                                  | Данило Городецький                                  | 3:02                           |
| 7.                             | «Хлопчина»                     | Тіна Кароль, Андрій Безкровний, Олександр Стьоганов | Тіна Кароль, Андрій Безкровний, Олександр Стьоганов | 3:14                           |
| 8.                             | «Що ти наробила (Acoustic)»    | Марія Довгаюк                                       | Марія Довгаюк                                       | 3:04                           |
| 24:56                          |                                |                                                     |                                                     |                                |

## Чарти

### Чарт Apple Music
| Країна                            | Найвища позиція |
| --------------------------------- | --------------- |
| Україна (Apple Music Top 200)     | 1               |
| Білорусь (Apple Music Top 200)    | 3               |
| Кувейт (Apple Music Top 200)      | 17              |
| Молдова (Apple Music Top 200)     | 19              |
| Вірменія (Apple Music Top 200)    | 26              |
| Латвія (Apple Music Top 200)      | 28              |
| Польща (Apple Music Top 200)      | 44              |
| Болгарія (Apple Music Top 200)    | 44              |
| Таджикистан (Apple Music Top 200) | 93              |

## Історія випуску
| Регіон    | Дата            | Формат(и)                      | Версія      | Лейбл      | Ref.   |
| --------- | --------------- | ------------------------------ | ----------- | ---------- | ------ |
| Весь світ | 19 вересня 2024 | Цифрове завантаження, стримінг | Стандартний | Tina Karol | [ 18 ] |